# Парламентские выборы в Науру (2004)
Парламентские выборы в Науру, состоявшиеся 23 октября 2004 года, были досрочными и проводились вскоре после роспуска парламента, произошедшего 30 сентября. Всеобщие выборы проходили незадолго до этого — в мае 2003 года.

## События накануне выборов
1 октября 2004 года президент Науру Людвиг Скотти объявил в стране чрезвычайное положение, распустив при этом парламент и назначив дату новых парламентских выборов на 23 октября 2004 года. Таким образом, прошло менее полтора года с даты последних выборов в Науру, состоявшихся 3 мая 2003 года, однако за этот короткий промежуток времени произошло три смены правительства. Людвиг Скотти принял решение распустить парламент после того, как правительство не смогло внести на рассмотрение новый государственный бюджет, который необходимо было принять до конца сентября. Связано это было с тем, что в старом бюджете не был предусмотрен факт появления AUD$230 млн долга американской компании «General Electric Capital Corporation». Без нового бюджета правительство оказалось не в состоянии нормально функционировать.
Окончательно деятельность парламента зашла в тупик после возникновения подозрений в двойном гражданстве (науруанском и австралийском) у министра здравоохранения Науру Кирена Кеке (англ. Kieren Keke). За несколько дней до роспуска председатель Верховного суда вынес решение о том, что Кеке может оставаться членом парламента, однако спикер Рассел Кун (англ. Russell Kun) заявил о том, что не позволит министру занять место до тех пор, пока парламент не проголосует за отказ от своих подозрений.
С восьми голосами против правительство не могло победить в голосовании, а значит, и принять реформистский бюджет в предельные сроки.
Оппозиционные лидеры во главе с Кинзой Клодумаром, а также спикер Рассел Кун назвали действия президента, распустившего парламент, неконституционными и поэтому обратились в Верховный суд. Однако его председатель Барри Коннелл (англ. Barry Connell) вынес решение о конституционности действий президента.
Правительство, которое находилось у власти с июля 2003 года и получило широкую региональную поддержку за свою программу реформ, основным пунктом в своей предвыборной кампании выдвинуло продолжение реформ в стране, в то время как оппозиция, в которую входили несколько бывших президентов, убеждало граждан Науру в том, что в их составе есть куда более опытные политики, которым можно доверить руководство страной.
Всего за три дня до начала выборов австралийское правительство заявило о том, что предоставит науруанскому правительству дополнительную финансовую помощь на проведение реформ. В заявлении, опубликованном в Канберре от имени министра иностранных дел Австралии Александра Даунера, также говорилось о том, что Австралия отправит в Науру группу диетологов, а также предоставит стране $200 000 на решение проблем, связанных с продуктовым обеспечением и питанием науруанцев.

## Проведение выборов и результаты
Всего в выборах приняло участие 73 человек, которые боролись за 18 мест в парламенте. 
На выборы были также приглашены четыре наблюдателя от Форума тихоокеанских островов, что было частью программы региональной поддержки, с которой согласилось руководство Науру на одном из ежегодных саммитов. Также присутствовали наблюдатели от Содружества наций. По окончании выборов международные наблюдатели заявили о своей удовлетворённости тем, что граждане Науру смогли в свободной и простой форме принять участие в голосовании.
Согласно результатам выборов, победу одержали сторонники, ушедшего в отставку правительства: все девять его бывших членов сохранили за собой свои места, в то время как семь из девяти оппозиционных членов парламента, среди которых бывший президент и министр финансов Кинза Клодумар, Дерог Гиоура (англ. Derog Gioura), Прес Нимес (англ. Pres Nimes), спикер Рассел Кун, бывший председатель Науруанской фосфатной корпорации Винсент Детенамо (англ. Vincent Detenamo), — потеряли. Среди новых членов парламента оказались кандидаты, выступавшие в поддержку правительственных реформ Скотти.
26 октября 2004 года новой парламент переизбрал Людвига Скотти в качестве президента Науру. До этого спикером парламента стал Вассел Гадоэнгин (англ. Vassel Gadoengin).